# Potez 26 C1
Le Potez 26 C1 est un sesquiplan monomoteur français conçu en 1921.

## Historique
Le Potez 26 C1 est construit par la société des Aéroplanes Henry Potez. Cet avion est un monoplace de chasse dérivé des Potez 24 A2 et Potez 25. Il répond au programme de chasseur C1 défini par le STAé en 1923, tout comme le Potez 23.
Le fuselage est organisé en trois parties. À l'avant, le moteur est recouvert d'un capot en tôles de duralumin et repose sur un bâti-moteur réalisé dans le même matériau. Deux mitrailleuses sont installées sur le capot. L'ensemble est monté sur une cloison pare-feu. Cette dernière sépare le tout du réservoir d'essence, derrière lequel se place le poste de pilotage. Celui-ci possède une structure en métal recouverte de contreplaqué. L'arrière du fuselage est construit avec des longerons en bois.
Le train d'atterrissage est à suspension indépendante et identique à celui du Potez 25.
La voilure sesquiplane est en bois et entoilée, avec un plan supérieur de plus grande envergure que le plan inférieur. L'empennage en bois et en toile est proche de celui du Potez 25.
Cet avion vole en août 1924. Il ne donne lieu à aucune production, L'Aéronautique militaire ayant déjà fait son choix pour les chasseurs C1.

## Utilisateurs
- France : Potez, prototype.